# 仏岩駅
仏岩駅（プラムえき）は、慶尚南道金海市にある釜山-金海軽電鉄の駅である。駅番号は10。
当駅から加耶大駅方面は金海市となる。

## 歴史
- 2011年9月9日 - 開業。

## 駅構造
相対式ホーム2面2線を有する高架駅で、フルスクリーンタイプのホームドアが設置されている。

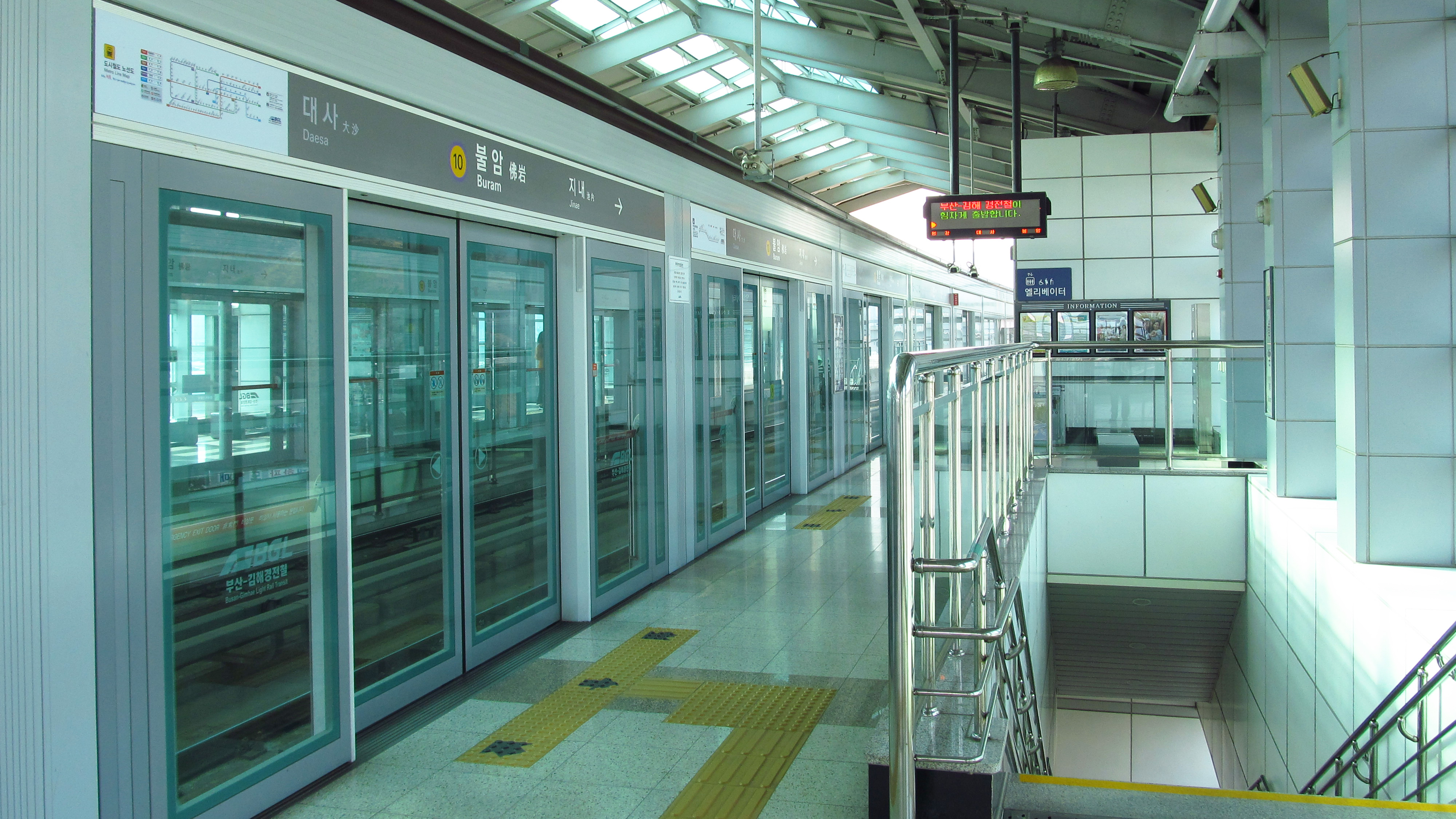
下りホーム（2018年3月）
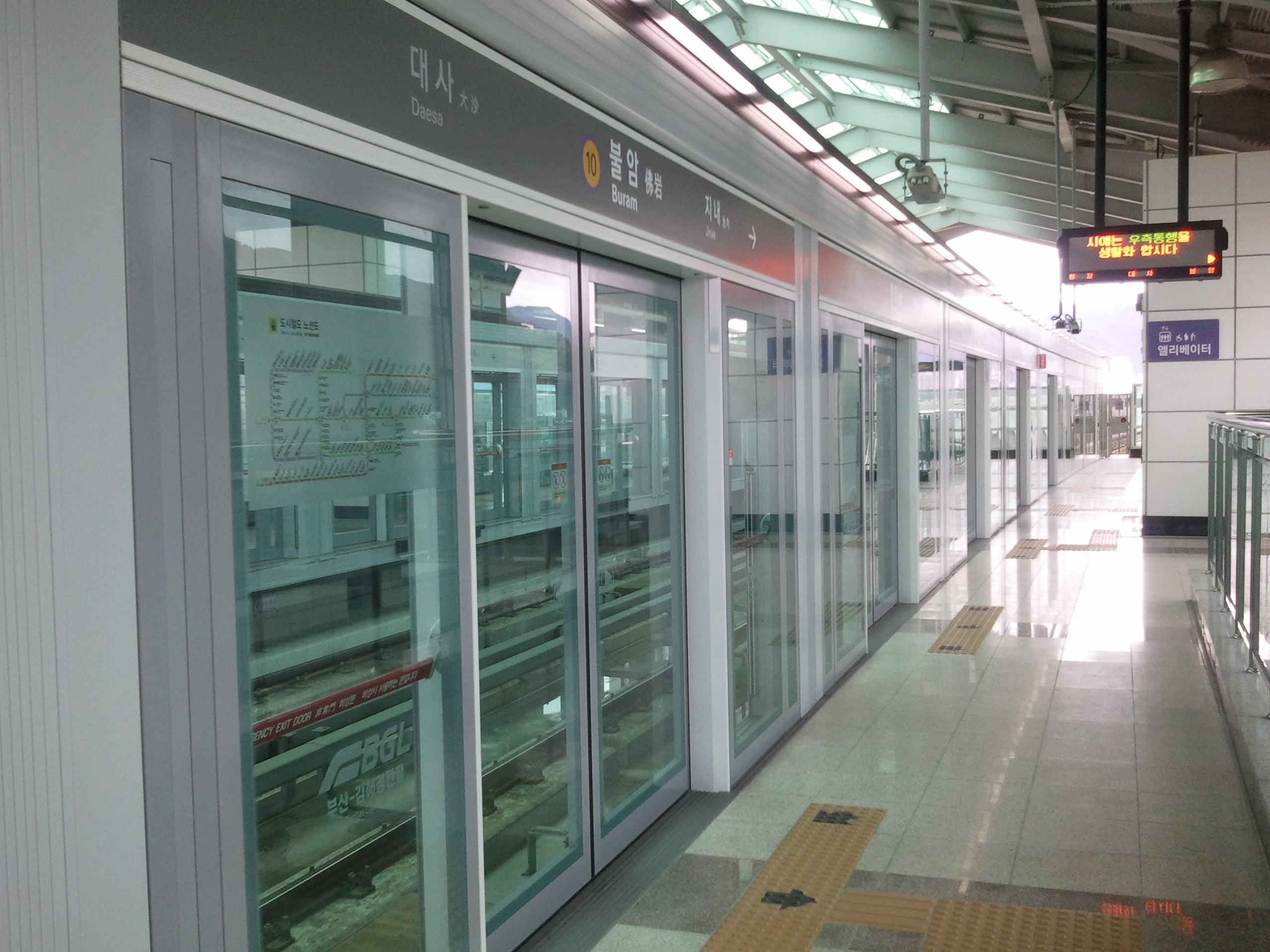
ホームドア

### のりば
| 上り | ●釜山-金海軽電鉄 | 沙上方面   |
| 下り | ●釜山-金海軽電鉄 | 加耶大方面 |

## 駅周辺
- 南海高速道路仏岩橋
- 仏岩洞住民センター
- 金海橋
- 嶺南花卉農協共販場
- セマウル金庫新金海支店

## 隣の駅
釜山-金海軽電鉄
●釜山-金海軽電鉄
大沙駅（9） - 仏岩駅（10） - 池内駅（11）